# XXII Premis Turia
Els XXII Premis Turia foren concedits el 6 de juliol de 2013 per la revista valenciana Cartelera Turia amb la intenció de guardonar les persones i col·lectius que haguessen destacat l'any anterior en qualsevol de les categories i seccions que cobria la revista: cinema (pel·lícula espanyola i estrangera, actor i actriu), teatre, arts plàstiques, literatura, gastronomia, mitjans de comunicació, esports, música i literatura. La llista de guanyadors era escollida per l'equip de redactors i col·laboradors de la revista. Compten amb la col·laboració de l'Institut de Cultura i Joventut del Ajuntament de Burjassot, la Fundació Bancaixa i la Universitat de València.
L'entrega es va dur a terme a l'Auditori Casa de Cultura de Burjassot i fou presentada novament per Tonino i Juanjo de la Iglesia amb l'humorista Xavi Castillo.
El premi consisteix en una estàtua que imitava la que sortia a la mítica pel·lícula El falcó maltès (1950) de John Huston.

## Guardons
Els guanyadors de l'edició foren:
| Categoria                                 | Premiat                                                                                       | Labor premiada                 |
| ----------------------------------------- | --------------------------------------------------------------------------------------------- | ------------------------------ |
| Millor Pel·lícula Espanyola               | El artista y la modelo                                                                        | Fernando Trueba                |
| Millor Pel·lícula Estrangera              | Les neus del Kilimanjaro                                                                      | Robert Guédiguian              |
| Millor Opera Prima                        | Carmina o revienta                                                                            | Paco León                      |
| Premi Especial Turia                      | Els nens salvatges                                                                            | Patricia Ferreira              |
| Premi Especial Cinema                     | Antonio Valero i Julio Diamante Stihl                                                         |                                |
| Millor websèrie valenciana                | Cabanyal Z                                                                                    | Joan Alamar                    |
| Premi Curtmetratge valencià               | Lucas                                                                                         | Álex Montoya                   |
| Millor documental valencià                | Universo Railowsky                                                                            | Rafa Casañ i David Molina      |
| Millor Actriu                             | Aida Folch                                                                                    | El artista y la modelo         |
| Millor Actriu                             | Leticia Dolera                                                                                | REC 3: Gènesi                  |
| Millor Actor Revelació                    | Àlex Monner                                                                                   | Els nens salvatges             |
| Millor Actriu Revelació                   | Marina Comas                                                                                  | Els nens salvatges             |
| Millor contribució gastronòmica           | Restaurant Carosel/Jordi Morera (València)                                                    | -                              |
| Millor contribució cultura del vi         | Bodegas José Belda (Fontanar dels Aforins)                                                    | -                              |
| Millor contribució cívica                 | Fundació Vicent Andrés Estellés                                                               |                                |
| Millor contribució Cultural               | Vicerectorat de Cultura i Igualtat de la Universitat de València                              |                                |
| Millor contribució arts plàstiques        | Joan Genovés i Candel                                                                         |                                |
| Millor contribució cultural del còmic     | Romà Gubern i Luis Gasca Burges                                                               | Enciclopedia erótica del cómic |
| Millor contribució social                 | Seccions sindicals de CCOO, Intersindical Valenciana, UGT i CGT de RTVV i Plataforma Mildenou |                                |
| Millor contribució social                 | Plataforma d'Afectats per la Hipoteca                                                         |                                |
| Millor contribució mitjans de comunicació | Al rojo vivo (La Sexta)                                                                       | Antonio García Ferreras        |
| Millor programa de televisió              | Salvados                                                                                      | Jordi Évole                    |
| Premi Huevo de Colón                      | Jorge Verstrynge Rojas                                                                        | Polític                        |

## Premi per votació dels lectors
| Categoria                    | Pel·lícula               | Director          |
| ---------------------------- | ------------------------ | ----------------- |
| Millor pel·lícula espanyola  | Blancaneu                | Pablo Berger      |
| Millor pel·lícula estrangera | Les neus del Kilimanjaro | Robert Guédiguian |